# Нормативна етика
Нормативна етика — філософська дисципліна, розділ етики, що вивчає існуючі норми моралі, моралістичні вчення та цінності, які є прийнятними для суспільства. Може бути розглянута як розділ теоретичної етики — наука про норми.
Нормативна етика може розглядатися з двох позицій: когнітивістської та нонкогнітивістської. При цьому з точки зору нонкогнітивістської позиції нормативна етика розглядається як елемент моральної свідомості та їй протиставляється дескриптивна етика як знання про мораль. З точки зору когнітивістської позиції нормативна етика не відрізняється від моралі і, таким чином, є власним об'єктом вивчення, а поняття моралі та знання про мораль змішуються.
Деякими сучасними дослідниками, що дотримуються конгнітивістських позицій, стверджується, що нормативну етику не слід розглядати в якості наукової теорії, оскільки її предмет не може бути строго узагальнений і систематизований.

## Напрями нормативної етики
Будь-яка раціоналістична моралістика може розглядатися як один із напрямків нормативної етики, в тому числі прикладна етика і аж до конкретних моральних повчань.

### Історичні напрямки

#### Стоїцизм
Філософська школа, що виникла за часів раннього еллінізм у і зберегла свій вплив аж до кінця античного світу. Своє ім'я школа отримала за назвою портика Стоа Пойкіле (грец. στοά ποικίλη, букв. «Розписний портик»), де засновник стоїцизму, Зенон із Кітіона, вперше самостійно виступив як учитель. В етиці стоїцизм близький кінікам, не розділяючи презирливого ставлення останніх до культури. Всі люди — громадяни космосу як світової держави; стоїчний космополітизм зрівнював (в теорії) перед світовим законом усіх людей: вільних і рабів, греків і варварів, чоловіків і жінок. Будь-який моральний вчинок є, згідно стоїків, нічим іншим, як самозбереженням і самоствердженням, і це збільшує загальне благо. Всі гріхи і аморальні вчинки — це саморуйнування, втрата власної людської природи. Правильні бажання і утримання, вчинки і справи — гарантія людського щастя, для цього треба всіляко розвивати свою особистість на противагу всьому зовнішньому, чи не схилятися ні перед якою силою. Головна ідея стоїчної етики — телеологічно і каузально встановлений хід світових подій. Мета людини полягає в тому, щоб жити «в злагоді з природою». Це єдиний спосіб досягнення гармонії. «Хто згоден, того доля веде, хто не згоден, того вона тягне» (Сенека). Стоїки виділяють чотири види афектів: задоволення, огиду, жадання і страх. Їх необхідно уникати, користуючись правильним судженням (ортос логос). Всі речі стоїки ділять на благо, зло, байдужість (адіафора). Віддавати перевагу слід речам, узгодженим з природою. Такі ж відмінності стоїки проводять і між вчинками. Існують погані і добрі вчинки, середні вчинки називаються «належними», якщо в них реалізується природна схильність. За часів імперії вчення стоїків перетворилося на свого роду релігію для народу. Етика і фізика стоїцизму користувалася великим впливом в епоху Відродження і ранній Новий час.

#### Гедонізм
Етичне вчення, згідно з яким задоволення є вищим благом і метою життя. Одним з відомих різновидів гедонізму є евдемонізм. Основоположником гедонізму вважається давньогрецький філософ Арістіпп з Кирени (435—355 рр. до н. е.), сучасник Сократа. Арістіпп виділяє два стани душі людини: задоволення як м'який, ніжний і біль як грубий, поривчастий рух душі. При цьому не розрізняють види задоволення, кожне з яких у своїй суті якісно схоже на інше. Шлях до щастя, на думку Арістіппа, полягає в досягненні максимального задоволення, уникаючи при цьому болю. Сенс життя, за Арістіппом, знаходиться саме в отриманні фізичного задоволення.

#### Епікуреїзм
Філософське вчення, що виходить з ідей Епікура і його послідовників. Епікуреїзм був однією з найбільш впливових філософських течій в Античності. Епікурійська філософія, особливо філософія самого Епікура, не має кінцевою метою знаходження теоретичної істини, вона не ставить перед собою завдання отримати якесь чисте знання. Епікуреїзм служить цілком конкретним потребам: шукає спосіб позбавлення людини від страждань. Епікурійці вважали, що для щасливого життя людині необхідно:
- відсутність тілесного страждання;
- незворушність душі (атараксія);
- дружба.

Основний інтерес для епікурейців — чуттєвий світ, тому їх основний етичний принцип — задоволення. Але Епікур уявляв задоволення не вульгарно і спрощено, а як благородний спокій, урівноважене задоволення. Він вважав, що бажання людини безмежні, а засоби їх задоволення обмежені. Тому необхідно себе обмежити лише потребами, незадоволення яких призводить до страждання. Від інших бажань слід відмовитися, для цього необхідні мудрість і розсудливість. На відміну від стоїків, які вважали фатум неминучим, епікурійці наділяють людину свободою волі. Людина може отримувати задоволення відповідно до своїх бажань. Життя — ось головна насолода. Вмираючи, Епікур прийняв теплу ванну і попросив принести йому вина.

### Сучасні напрямки

#### Консеквенціалізм
Прийняте загальне позначення для тих груп моральних теорій, в яких вважається, що лише наслідки своєї поведінки можуть служити справжньою основою для будь-якої моральної оцінки даної поведінки. Таким чином, з точки зору консеквенціалістів, морально правий акт (або бездіяльність) — це той, який дає хороші результати або наслідки. Ця точка зору часто виражається у вигляді афоризму «мета виправдовує засоби». Консеквенціалізм в етичному сенсі зазвичай розуміють, на відміну від деонтології, в тому, що в деонтології оцінюється правильність або неправильність поведінки в залежності від характеру самої поведінки, а не від її результатів. Він також відрізняється від «права сили», яке фокусується на характері суб'єкта більше, ніж на суті наслідків дії (або бездіяльності) безпосередньо.

#### Утилітаризм
Напрямок в етиці (етична теорія), згідно з яким моральна цінність поведінки або вчинку визначається його корисністю. Відповідно до класичного формулювання Бентама, моральним є те, що «приносить найбільше щастя найбільшій кількості людей». Основні розбіжності в теорії утилітаризму у визначенні понять користі і щастя. Бентам і багато інших філософів вважали користю максимальну перевагу задоволення над стражданням.

#### Деонтологія
Вчення про проблеми моралі і моральності. Термін введений Бентамом у своїй роботі «Деонтологія, або наука про мораль» (англ. Deontology or The Science of Morality) для позначення теорії моральності як науки про мораль. Основи деонтології у вітчизняній медицині заклав заслужений радянський онколог М. М. Петров. Згодом наука звузилася до характеристики проблем людського боргу, розглядаючи борг як внутрішнє переживання примусу, заданого етичними цінностями. У ще більш вузькому сенсі деонтологія була визначена як наука, що вивчає конкретно медичну етику, правила і норми взаємодії лікаря з колегами і пацієнтом.

#### Постмодернізм
Термін, що позначає структурно подібні явища в світовому суспільного житті і культурі другої половини XX століття: він вживається як для характеристики постнекласичного типу філософствування, так і для комплексу стилів в художньому мистецтві. Постмодерн — стан сучасної культури, що включає в себе своєрідну філософську позицію, до-постмодерністське мистецтво, а також масову культуру цієї епохи.